# دایئی فیلم
دایئی فیلم (大映映画株式會) یک استودیوی فیلم ژاپنی بود. در سال ۱۹۴۲ به عنوان شرکت فیلم دای نیپون تأسیس شد، یکی از استودیوهای بزرگ در دوران طلایی پس از جنگ سینمای ژاپن بود، این استودیو نه تنها به تولید شاهکارهای هنری مانند راشومون اثر آکیرا کوروساوا و اوگتسو مونوگاتاری اثر کنجی میزوگوچی پرداخت، بلکه سری فیلم‌های محبوب مانند گامرا و زاتوایچی نیز از تولیدات این شرکت است. این استودیو در سال ۱۹۷۱، اعلام ورشکستگی کرد.